# Václav Boštík
Václav Boštík (Horní Újezd, 6 de noviembre de 1913-Praga, 7 de mayo de 2005) fue un pintor, artista gráfico e ilustrador checo.

## Biografía
Nació en Horní Újezd, cerca de Litomyšl. De 1933 a 1937 estudió dibujo y geometría descriptiva en la Universidad Técnica Checa en Praga, y después ingresó en la Academia de Bellas Artes de Praga (estudio de Willi Nowak), donde se licenció en 1946. Ya a mediados de la década de 1950, cuando el arte en Checoslovaquia estaba ligado al realismo socialista, Boštík comenzó a orientarse hacia la obra abstracta, que está influida principalmente por su interés por la geometría, la astronomía y la religión. Su primera exposición individual tuvo lugar en Praga en 1957. Entre 1955 y 1959, junto con Jiří John, creó en Praga un monumento único a las víctimas del Holocausto, que consistía en escribir los nombres de 77 297 víctimas del Holocausto checas en el muro de la sinagoga Pinkas de Praga. Dado que el régimen comunista le dio poco espacio para presentarse, trabajó también como restaurador e ilustrador. En 1959 fue uno de los miembros fundadores del grupo artístico UB 12, que influyó notablemente en el desarrollo del arte checoslovaco de los años sesenta. A partir de la década de 1970, expuso tanto individualmente como en exposiciones colectivas, principalmente en Alemania, Italia y Francia. Sólo tras el cambio de régimen en 1989 recibió reconocimiento oficial en la República Checa.

### Premios
Orden de las Artes y las Letras de la República Francesa, el grado de caballero; 1991.
Premio del Ministro de Cultura de la República Checa; 2004.
Medalla al mérito de Presidente de la República; 2004.